# 岡田哲蔵
岡田 哲蔵（おかだ てつぞう、明治2年10月22日（1869年11月25日） - 1945年（昭和20年）10月13日）は、日本の宗教哲学者、英文学者。筆名は、観潮生。

## 来歴
1869年10月22日、下総国佐倉に岡田盛寛・綱子の長男として生まれる。1875年12月、東京府麻布区笄町に移る。青山小学校、東京府中学校を経て、東京英和学校予科3年に入学する。1887年6月、ジュリアス・ソーパーにより洗礼を受ける。1888年2月、基督教青年会を創立する。1889年に東京英和学校を卒業し、同校の幹事補佐になる。同年12月、近衛歩兵第3連隊に一年志願兵として入隊する。
1890年、弘前の東奥義塾に教員として赴任するが、1894年8月31日、日清戦争に招集される。1895年8月31日に召集解除となり、9月から東京帝国大学文科大学哲学科選科に入学する。1898年9月から正則英語学校の講師となり、同年10月から中野の鉄道連隊で英語授業を担当する。1899年、東京帝国大学を卒業し、同年から青山学院の教員となり英文学・ドイツ文学を教える。1900年7月、義和団の乱のため第5師団に応召する。同年12月、陸軍歩兵大尉に任官される。1902年3月、陸軍大学校の授業嘱託となり、同年7月に教授となる。1906年の青山学院財団法人の成立に伴い、1907年に校友会の総代を理事会に出席させることが決定され、山田寅之助・和田正幾と共に校友会総代に選挙される。1908年2月から青山青年会会長、同年4月からキリスト教青年会関東部会長となる。1911年、「教派合同期成同盟会」を結成する。1918年9月、第一次世界大戦のため召集される。1919年1月から青山学院の講師に、1922年4月から自由学園の講師となる。また、この間、1925年3月から10月にかけて、アメリカ合衆国、イギリス、フランス、スウェーデン、スイス、ドイツ、ベルギー等を歴遊する。1928年12月、高等官一等に叙される。1932年11月3日の青山学院創立50周年に先立ち、『青山学院五十年史』の編集委員として、1930年9月18日に開催された第1回編集委員会に招集される。1933年9月から津田英学塾高等科の講師となる。1934年11月に肋膜炎を患い、1935年4月に治癒する。同年11月から早稲田大学文学部の講師となる。
1941年に教壇生活を終え、読書生活に入る。1943年5月から世田谷二丁目南町会の町会長となる。1945年10月13日、肋膜炎により死去、享年77歳。墓所は青山霊園内の立山墓地にある。

## 人物
- 青山学院の要職には就かなかったが、諸種の認可を得るための文部省との交渉や、校友会の発達のために尽力した[8]。
- 1935年（昭和10年）に発行した"Three hundred Manyo poems"は、万葉集の最初の英訳として知られる[1][注釈 3]。
- 英詩は欧米で知られ、特に"My Fragments"はジョージ・バーナード・ショーから推賞されたほか[22]、自身の英詩集を海外の文学者に送ったところ、ジョン・ゴールズワージー、バートランド・ラッセル、エドマンド・ブランデン、アーサー・ウェイリー等から批評、賛辞が送られた[23][24]。
- 本多庸一を敬慕しており、その伝記『本多庸一伝』を書いたほか、本多の勧誘により東奥義塾に赴任したり、本多の葬儀で山田寅之助が読んだ略歴の草稿を書いたりした[24]。また、日本基督教団弘前教会教会堂にある本多の記念碑には岡田の撰文「東奥に生れし日本の国士、日本に出でし霊界の大人」の文字が刻まれている[24]。

## 栄典等
- 1920年（大正9年）12月 - ルーマニア王冠四等勲章[14]
- 1929年（昭和4年）3月 - 従三位[14]

## 著書

### 和書
- 『静観と思想』警醒社書店〈近代思潮叢書 第7編〉、1915年3月。 NCID BN11627704。全国書誌番号:43017040。
- 『我が断片』六合雑誌社〈六合叢書 第2編〉、1915年3月。 NCID BN15069607。
  - 『我が断片』（再版）山陽堂書店、1922年8月。 NCID BA86851606。全国書誌番号:43032815。
- 『我が環境』六合雑誌社、1917年12月。 NCID BA32546325。
  - 『我が環境』（再版）山陽堂書店、1922年8月。 NCID BA86821649。全国書誌番号:43032816。
- 『世界大戦の英詩』前田千城堂、1921年6月。
- 『知られざる傑作 およびその他の評論』ロゴス社、1922年9月。 NCID BA77382388。全国書誌番号:43037395。
- 『我が先生』阿部義宗、1925年3月。 NCID BA46313245。
- 『外遊詩観』ジャパン・タイムス社、1927年8月。
- 『思想と文学の諸相』新生堂、1929年2月。 NCID BN09013663。全国書誌番号:46092111。
- 『英詩文の片影』新生堂、1932年8月。 NCID BN07488193。全国書誌番号:46079569。
- 『本多庸一伝』日独書院、1935年1月。 NCID BN05785595。全国書誌番号:47020567。
  - 『本多庸一伝』（復刻版）大空社〈伝記叢書 217〉、1996年7月。ISBN 9784872365160。 NCID BN14819075。全国書誌番号:97030689。
- 「虚空の逍遥・意識と多元と戦闘と・個人的一致」『現代随筆全集 第1巻』金星堂、1935年3月。 NCID BN10353319。全国書誌番号:46086693。
- 「一 山の文学 アルプス文学」『山は誘惑する 放送山の講座』清水書店、1935年7月。 NCID BA81930283。全国書誌番号:47023563。

#### 編集
- 岡田千春『龍巻』岡田哲蔵、1931年。 NCID BN07130338。全国書誌番号:44009857。
  - 岡田千春は次女[20]。東京府立第三高等女学校、東京女子高等師範学校専攻科英語部を経て東京大学の聴講生となり後に教師となるが、1928年（昭和3年）9月に病没する[20]。

#### 翻訳
- マリア『我が国』1917年12月。
- ハロルド・F・B・ウィーラー『ナポレオン語録』前田千城堂、1921年6月。 NCID BA84369550。
- 小泉八雲 著、落合貞三郎・金子健二・大谷正信・岡田哲蔵・稲垣巌・田部隆次 訳『仏の畠の落穂・異国情趣と回顧・日本お伽噺』第一書房〈小泉八雲全集 第5巻〉、1926年12月。 NCID BA31554769。全国書誌番号:43052285。
- 小泉八雲 著、岡田哲蔵・大谷正信・田部隆次 訳『霊の日本・影・日本雑録』第一書房〈小泉八雲全集 第6巻〉、1926年11月。 NCID BA31554769。全国書誌番号:43052283。
- 小泉八雲『回顧と幻想』第一書房、1927年1月。
- 小泉八雲 著、土井林吉・林並木・落合貞三郎・田部隆次・岡田哲蔵 訳『詩論 続』第一書房〈小泉八雲全集 第15巻〉、1927年8月。 NCID BA31554769。全国書誌番号:58010678。

### 洋書
- My Fragments. Rikugo Zasshisha. (1915). NCID BA90159938
- My Environs. Rikugo Zasshisha. (1918). NCID BA69503942
- Eastern Reflections. The Eastern Press. (1925). NCID BA90160700
- Contemplations. Seikanso. (1931). 全国書誌番号:21625566
- Three Hundred Manyô Poems. Seikanso. (1935). NCID BA18540555
- Poetic Visions. Seikanso. (1936). NCID BA39213637
- Chinese and Sino-Japanese Poems. Seikanso. (1937). NCID BA45896341
- The Belfry and Other Poems. Seikanso. (1937). NCID BA90160915
- The Wingéd Robe and Other Poems. Seikanso. (1939). NCID BA43424432

### 遺稿集
- 『Orion Stars and Other Poems 及び邦語自訳』岡田先生遺稿編集委員会、1957年8月。 NCID BA89116326。全国書誌番号:65011410。